# Malambo (filme)
Malambo é um filme de drama austríaco de 1984 dirigido e escrito por . Foi selecionado como representante da Áustria à edição do Oscar 1985, organizada pela Academia de Artes e Ciências Cinematográficas.

## Elenco
- Klaus Rohrmoser - Chris
- Miodrag Andrić - Mischa
- Nirit Sommerfeld - Nada
- Dietrich Siegl - Hans
- Oliver Stern - Anatol
- Dagmar Schwarz - Rita
- Georg Trenkwitz - Martin
- Gerhard Swoboda - Peter
- Predrag Milinkovic - Pero